# Rheinniederung von Philippsburg bis Mannheim
Rheinniederung von Philippsburg bis Mannheim (Câmpia joasă a râului Rin de la Philippsburg la Mannheim) este o arie protejată (arie specială de conservare — SAC, sit de importanță comunitară — SCI) din Germania întinsă pe o suprafață de 3.637,39 ha, integral pe uscat.

## Localizare
Centrul sitului Rheinniederung von Philippsburg bis Mannheim este situat la coordonatele 49°20′58″N 8°29′10″E / 49.3494°N 8.4861°E. Aria este situată între Philippsburg și Mannheim și acoperă zonele a nouă orașe și comune.
- Oberhausen-Rheinhausen: 545,6083 ha = 15 %
- Philippsburg: 472,8605 ha = 13 %

- Altlußheim: 290,9911 ha = 8 %
- Brühl: 363,7389 ha = 10 %
- Hockenheim: 472,8605 ha = 13 %
- Ketsch: 618,3561 ha = 17 %
- Schwetzingen: 290,9911 ha = 8 %
- Edingen-Neckarhausen: 36,3738 ha = 1 %

- Mannheim: 509,2344 ha = 14 %

## Înființare
Situl Rheinniederung von Philippsburg bis Mannheim a fost declarat sit de importanță comunitară în ianuarie 2005 pentru a proteja 23 de specii de animale. Situl a fost protejat și ca arie specială de conservare în ianuarie 2019.

## Biodiversitate
Situată în ecoregiunea continentală, aria protejată conține 12 habitate naturale: Ape puternic oligomezotrofe cu vegetație bentonică cu Chara spp., Lacuri eutrofice naturale cu vegetație de tip Magnopotamion sau Hydrocharition, Cursuri de apă de la nivel de câmpie la nivel montan, cu vegetație Ranunculion fluitantis și Callitricho-Batrachion, Râuri cu maluri nămoloase cu vegetație de Chenopodion rubri p.p. și Bidention p.p., Pajiști uscate seminaturale și facies de acoperire cu tufișuri pe substraturi calcaroase (Festuco-Brometalia) (* situri importante pentru orhidee), Pajiști cu Molinia pe soluri calcaroase, turboase sau argilos-nămoloase (Molinion caeruleae), Liziere de ierburi înalte hidrofile de câmpie și de nivel montan până la alpin, Pajiști aluvionare inundabile, de Cnidion dubii, Fânețe de joasă altitudine (Alopecurus pratensis, Sanguisorba officinalis), Păduri de stejar sau de stejar și carpen sub-atlantice și medio-europene de Carpinion betuli, Păduri aluvionare cu Alnus glutinosa și Fraxinus excelsior (Alno-Padion, Alnion incanae, Salicion albae), Păduri mixte riverane de Quercus robur, Ulmus laevis și Ulmus minor, Fraxinus excelsior sau Fraxinus angustifolia, de-a lungul marilor râuri (Ulmenion minoris).
La baza desemnării sitului se află mai multe specii protejate:
- amfibieni (2): izvoraș-cu-burta-galbenă (Bombina variegata), triton cu creastă (Triturus cristatus)
- mamifere (1): liliac comun (Myotis myotis)
- nevertebrate (12): Anisus vorticulus, croitorul mare al stejarului (Cerambyx cerdo), Gortyna borelii lunata, Graphoderus bilineatus, rădașcă (Lucanus cervus), fluturele purpuriu (Lycaena dispar), phengaris nausithous (Maculinea nausithous), Maculinea teleius, Ophiogomphus cecilia, Osmoderma eremita Complex, Vertigo angustior, Vertigo moulinsiana
- pești (8): Alosa alosa, avat (Aspius aspius), Cobitis taenia Complex, Lampetra fluviatilis, țipar (Misgurnus fossilis), Petromyzon marinus, boarță (Rhodeus amarus), somonul (Salmo salar)